# Lingua saka
Il Saka è una varietà delle lingue iraniche orientali, attestata dagli antichi regni buddisti di Khotan e Tumshuq nel bacino del Tarim, nell'attuale Sinkiang meridionale, in Cina. È una lingua medio-iranica. Comprende due dialetti principali, conosciuti talvolta come lingue separate: il khotanese e il tumshuquese.
I sovrani Saka delle regioni occidentali del subcontinente indiano, come gli indo-sciti e i satrapi occidentali, parlavano praticamente la stessa lingua.
I documenti, scritti su legno e carta venivano redatti in una scrittura brāhmī modificata, con l'aggiunta di particolari caratteri.
I documenti risalgono a un periodo che va dal IV secolo all'XI secolo a.C. Il tumshuquese era più arcaico del khotanese ed è anche meno conosciuto perché meno attestato. Entrambi gli idiomi rivelano connessioni con il pashtu e il wakhi. La lingua era conosciuta localmente al tempo in cui era parlata come Hvatanai. Molti termini pracriti furono presi a prestito dal khotanese da parte del tocario.
La lingue si estinse gradualmente a partire dalla conquista di Hotan per mano del khanato Karakhanide, di lingua turca di ramo karluk, di religione islamica e di cultura turco-iranica, nell'ambito della turchizzazione del bacino del Tarim.
La lingua turca attualmente parlata a Hotan, nota come Lingua uigura, non è direttamente derivata dalla lingua parlata dagli abitanti del Khaganato uiguro succeduto al Khaganato turco, ma è erede diretta della lingua parlata dai Karakhanidi, difatti appartiene allo stesso ceppo, quello karluk.
Geneticamente invece gli abitanti della moderna Hotan, ovvero gli Uiguri, sono un incrocio tra gli antichi abitanti Saka parlanti hotanese e i conquistatori turchi karakhanidi, che portarono la loro lingua turca.

## Storia

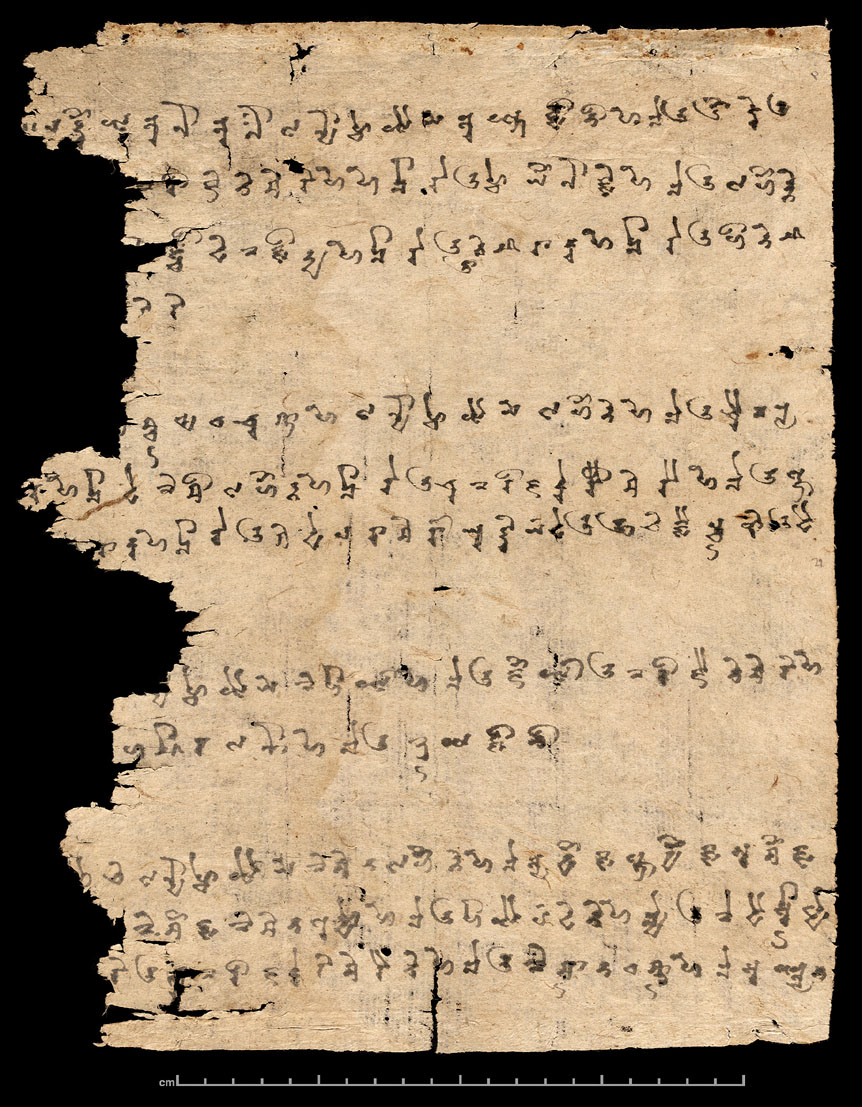
Testo sullo zodiaco in khotanese, dell'inizio del IX secolo.

I due dialetti sopravvissuti del gruppo Saka, il khotanese e il tumshuquese, sono associati a un movimento dei Saci. Nessuna invasione della regione è registrata nei documenti cinesi e una teoria è che due tribù dei Saka, che parlavano i due dialetti, si siano insediate nella regione nel 200 a.C. circa, prima dell'inizio dei resoconti cinesi.
Il dialetto khotanese è attestato in testi tra il VII e il X secolo, anche se alcuni frammenti sono datati al V e VI secolo. Il materiale in dialetto tumshuqese, molto più limitato, non può essere datato con precisione, ma si pensa che la maggior parte di esso risalga alla fine del VII o all'VIII secolo.
La lingua saka si estinse dopo che i musulmani turchi invasori conquistarono il Regno di Khotan nell'ambito dell'islamizzazione e turchizzazione dello Xinjiang.
Nell'XI secolo, Mahmud al-Kashgari osservò che la popolazione di Khotan aveva ancora una propria lingua e una propria scrittura e non conosceva bene il turco. Secondo Kashgari, alcune lingue non turche, come il Kanchaki e il Sogdiano, erano ancora in uso in alcune aree. Si ritiene che il gruppo linguistico saka fosse quello a cui apparteneva il kanchaki. Si ritiene che il bacino del Tarim sia diventato linguisticamente turchizzato entro la fine dell'XI secolo.

## Testi
A parte un'iscrizione proveniente dal Kurgan di Issyk che è stata identificata provvisoriamente come khotanese (sebbene scritta in kharosthi), tutti i documenti sopravvissuti provengono da Khotan o Tumshuq. Il khotanese è attestato da oltre 2.300 testi conservati tra i manoscritti di Dunhuang, contro i soli 15 testi in tumshuqese. I primi testi, risalenti al IV secolo, sono per lo più documenti religiosi. Nel Regno di Khotan c'erano diverse vihara e le traduzioni buddiste sono comuni a tutti i periodi dei documenti. Ci sono molti rapporti alla corte reale (chiamati haṣḍa aurāsa) che sono di importanza storica, così come documenti privati.